# Vousy

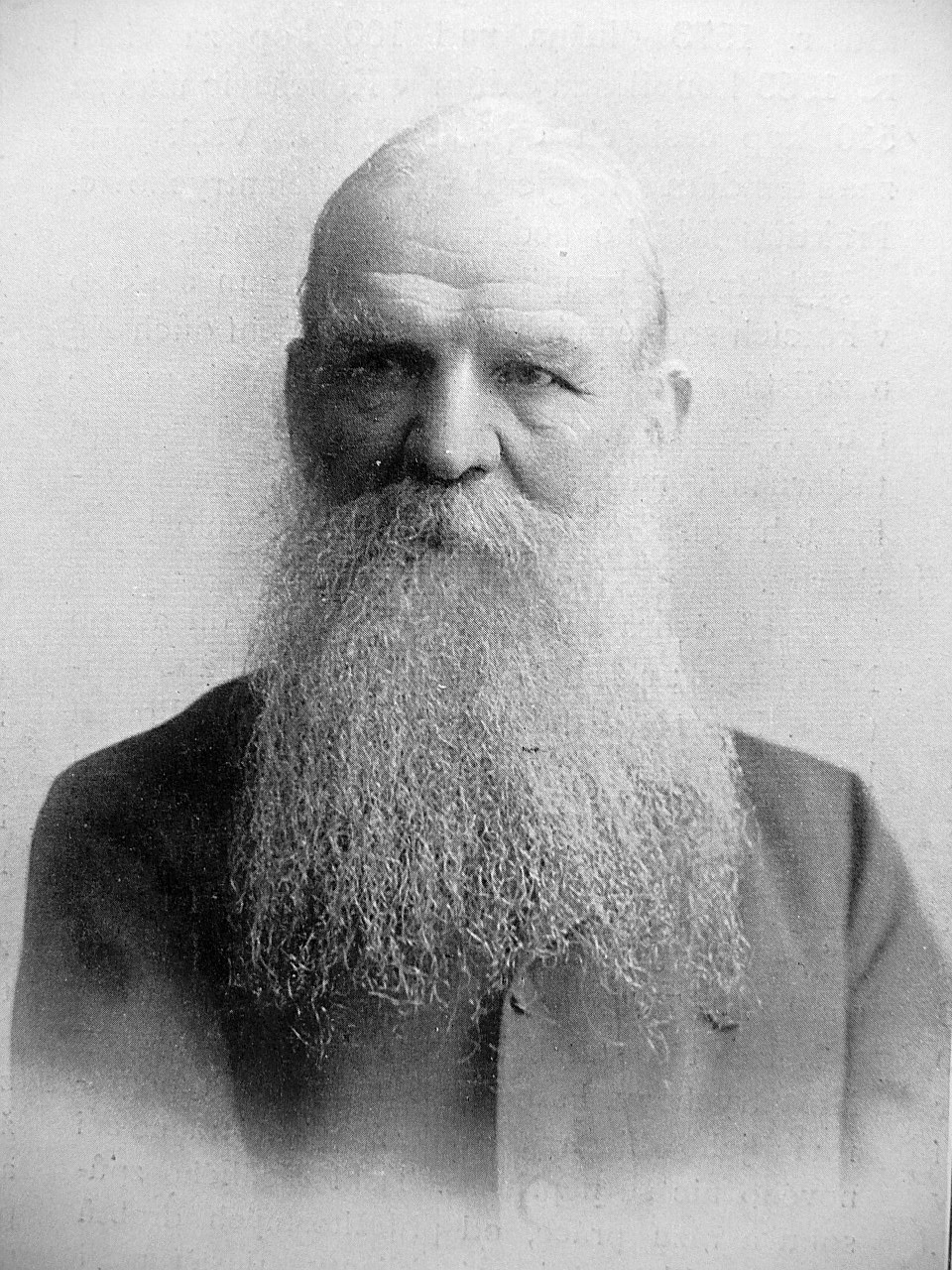
Plnovous mecenáše Josefa Hlávky

Vousy nebo také fousy patří mezi druhotné pohlavní znaky, neboť jejich růst způsobuje stimulace vlasových buněk dihydrotestosteronem, který vzniká redukcí specificky mužského pohlavního hormonu testosteronu. Testosteron (androgenní hormon) ovlivňuje také vývoj maskulinních (mužských) znaků, proto se vousy objevují také u žen s vysokou hladinou tohoto hormonu v krvi.

## Vlastnosti
Růst vousů vysoká hladina testosteronu stimuluje, u vlasů způsobuje naopak jejich vypadávání.
Zbarvení vousů je podobně jako u vlasů dáno geneticky, stejně jako hustota porostu a síla vousu. Je to také jeden z rysů, kterým se fyziologicky odlišují lidské rasy.
- Jemné vousy se na rozdíl od vlasů skládají pouze z kutikul (ploché šupinaté buňky na povrchu) a kortexových buněk, proto jsou světlé a tenké.
- Silnější vousy obsahují podobně jako vlasy ještě třetí typ buněk – medulu. To jsou buňky naplněné vzduchem, které slouží jako zásobník pigmentu a dávají vousům barvu a lesk.
- Na rozdíl od vlasu bývá chlup z vousů na řezu trojhranný. Vlasy mívají průřez od kulatého (rovné vlasy) přes oválný (zvlněné) až po zcela zploštělý (kudrnaté).
- Vous se od vlasu liší také tím, že je tenčí u kořene, pak zesílí a opět se ztenčuje do špičky, zatímco vlas má po celé délce zhruba stejnou tloušťku.
- Růst vousů neprobíhá rovnoměrně, ale je závislý na ročním období. V létě rostou rychleji než v zimě.

## Základní úpravy vousů
Vousy mohou mít nejroztodivnější úpravu, omezenou pouze dispozicemi a vkusem jejich nositele. V zásadě je výchozích následujících šest základních typů úprav vousu. Další možné jsou v podstatě jejich variacemi a kombinacemi.

Brada
Bradka
Knír
Muška
Licousy
Plnovous

### Hovorové a cizojazyčné názvy úprav
Mimo základní typologie střihu vousů existuje řada hovorových označení, které nepostihují jen jeden konkrétní typ úpravy, ale i kombinace několika typů. Hovoří-li se tedy, že má někdo „císařský knír“, má obvykle na mysli vousy à la František Josef I., které jsou kombinací licousů a kníru. Pod „mušketýrským knírem“ si zase obvykle představí kombinaci kníru, mušky a bradky. Pod „kozí bradkou“ delší bradku, atp.
Tato hovorová označení často vycházejí ze jmen typických nositelů či podobností.
Následující tabulka představuje pro srovnání typologii různých střihů v jiných jazycích.
| Obrázek | V Německu               | V Anglii             | Ve Španělsku                  | Ve Francii                     |
| ------- | ----------------------- | -------------------- | ----------------------------- | ------------------------------ |
| 1       | 3-Tage-Bart             | stubble              | barba de varios días          | barbe "de trois jours"         |
| 2       | Schnurrbart             | moustache            | bigote                        | moustache                      |
| 3       | Kinnbart                | goatee               | barba de chivo o de mandarín  | barbiche                       |
| 4       | Henriquatre             | Spanish beard        | barba española                | bouc                           |
| 5       | Kotelettenbart          | mutton-chops         | patillas largas               | pattes, favoris, rouflaquettes |
| 6       | Kaiserlicher Backenbart | friendly muttonchops | patillas unidas por el bigote | souvarov                       |
| 7       | Victor-Emanuel-Bart     | Van Dyke             | estilo Van Dyke               | impériale                      |
| 8       | Vollbart                | (full) beard         | barba completa                | complète                       |